# Atomic Bomb Casualty Commission
Atomic Bomb Casualty Commission (ABCC) , Komise pro oběti atomové bomby (japonsky 原爆傷害調査委員会, Genbakušógaičósaiinkai) byla komise založená v roce 1946 na základě prezidentského dekretu Harryho S. Trumana pro Národní akademii věd USA a Národní výzkumnou radu Spojených států za účelem provádění vyšetřování pozdních účinků radiace u přeživšími atomového bombardování v Hirošimě a Nagasaki. Protože byla zřízena výhradně pro vědecký výzkum a studium, nikoli jako poskytovatel lékařské péče, a také protože byla silně podporována Spojenými státy, byla ABCC obecně nedůvěryhodná u přeživších i Japonců. Fungovala téměř třicet let, než byla v roce 1975 rozpuštěna.

## Dějiny
Atomic Bomb Casualty Commission byla vytvořena po atomovém bombardování měst Hirošima a Nagasaki, které proběhlo ve dnech 6. a 9. srpna 1945. Komise původně vznikla jako Joint Commission. Jejím cílem bylo shromáždit technické údaje přímo na místě událostí a sepsat zprávu, která by umožnila realizaci dlouhodobých studií obětí atomového bombardování.  V roce 1946 svolal Lewis Weed, vedoucí Národní výzkumné rady, skupinu vědců, kteří se shodli, že „podrobná a dlouhodobá studie biologických a lékařských účinků na lidskou bytost“ je „nejvyšší důležitosti pro Spojené státy i lidstvo obecně“. Prezident Harry S. Truman nařídil vznik ABCC dne 26. listopadu 1946. Klíčovými členy komise byli Lewis Weed, lékaři Národní výzkumné rady Austin M. Brues a Paul Henshaw, a zástupci armády Melvin A. Block a James V. Neel, který byl také lékařem s doktorátem z genetiky. Pátým členem týmu byl USNV Lt. Jg Fredrick Ullrich z Naval Medical Research Center, jmenovaný Národní výzkumnou radou na doporučení Úřadu hlavního chirurga.

## Práce Atomic Bomb Casualty Commission
Členové komise dorazili do Japonska 24. listopadu 1946 a seznámili se s postupy japonské armády. Navštívili Hirošimu a Nagasaki, aby zjistili, jaká práce byla vykonávána. Zjistili, že Japonci měli dobře organizovanou lékařskou skupinu pod Japonskou národní výzkumnou radou, která realizovala výzkumy o bezprostředních i opožděných dopadech atomového bombardování na přeživší. Je téměř nemožné získat přesné číslo o počtu lidí zabitých při obou bombardováních, protože obě města měla evakuované obyvatele vzhledem k válečné situaci. Hirošima očekávala bombardování, protože byla důležitým vojenským zásobovacím centrem, takže mnoho lidí oblast opustilo. Do města také nepravidelně přicházeli lidé z okolních oblastí, aby pracovali v pracovních četách. Robert Holmes, který byl ředitelem ABCC v letech 1954–1957, uvedl, že „přeživší jsou nejdůležitější lidé, kteří žijí“.
ABCC také čerpala z práce čínských vědců, kteří již před příchodem ABCC do Japonska studovali přeživší, takže existovaly informace jak od amerických, tak od čínských odborníků. Masao Tsuzuki byl předním japonským odborníkem na biologické účinky radiace. Tvrdil, že ve zničených městech existovaly čtyři příčiny zranění: teplo, tlaková vlna, primární radiace a radioaktivní jedovatý plyn. Ve zprávě, kterou Tsuzuki vydal, odpověděl na otázku „Co dělá silná radioaktivní energie s lidským tělem?“ Jeho odpověď byla: „poškození krve, poté krvetvorných orgánů, jako je kostní dřeň, slezina a lymfatické uzliny. Všechny jsou zničeny nebo vážně poškozeny. Plíce, střeva, játra, ledviny atd. jsou postiženy a jejich funkce jsou narušeny.“ Poškození byla hodnocena podle závažnosti. Lidé s vážným poškozením byli ti, kteří se nacházeli v okruhu 1 km od hypocentra. Těžce postižení obvykle zemřeli během několika dní, někteří žili až dva týdny. Středně těžká poškození byla zjištěna u lidí žijících v okruhu 1–2 km od hypocentra a tito lidé přežívali 2–6 týdnů. Lidé žijící v okruhu 2–4 km měli mírné poškození, které sice nezpůsobilo smrt, ale vedlo k určitým zdravotním problémům během několika měsíců po expozici.

## Růst ABCC
ABCC rychle rostla v letech 1948 a 1949. Počet jejich zaměstnanců se během jediného roku zčtyřnásobil. Do roku 1951 celkový počet činil 1063 zaměstnanců – 143 spojeneckých a 920 japonských pracovníků. Možná nejdůležitějším výzkumem prováděným ABCC byla genetická studie, která se zaměřila na nejistoty ohledně možných dlouhodobých účinků ionizujícího záření u těhotných žen a jejich nenarozených dětí. Studie nenašla důkazy o rozsáhlém genetickém poškození. Objevila však zvýšený výskyt mikrocefalie a mentální retardace u dětí, které byly v děloze nejvíce vystaveny záření bomb. Genetický projekt zkoumal účinky radiace na přeživší a jejich děti. Tento projekt se ukázal být největším a nejinteraktivnějším z programů ABCC. V roce 1957 Japonsko přijalo zákon o pomoci přeživším atomového bombardování, který určoval, že určití lidé mají nárok na dvě lékařské prohlídky ročně. Japonský termín pro přeživší atomových bomb je hibakuša. Kvalifikace pro lékařskou péči zahrnovala ty, kteří byli během bombardování v okruhu několika kilometrů od hypocenter; ty, kteří se nacházeli do 2 kilometrů od hypocenter do dvou týdnů po bombardování; osoby vystavené radiaci ze spadu a děti, které byly v děloze žen spadajících do některé z těchto kategorií.

### Výhody a nevýhody ABCC
ABCC měla své výhody i nevýhody.  
Nevýhody: přehlížela japonské potřeby v drobných detailech. Podlaha v čekárně pro matky a děti byla z leštěného linolea a ženy ve svých dřevácích často uklouzly a spadly. Cedule a časopisy v čekárnách byly v angličtině. ABCC ve skutečnosti neléčila přeživší, které zkoumala, pouze je dlouhodobě sledovala. Museli přicházet na vyšetření během pracovních dní, což znamenalo ztrátu denního výdělku, a kompenzace přeživším byla jen minimální. ABCC prováděla lékařská vyšetření hibakuša a pitvy mrtvých, stejně jako shromažďovala nespočetné množství vzorků krve a moči. Neposkytovala však žádnou lékařskou léčbu, přestože právě to si hibakuša přáli. To vedlo ke kritice, že s nimi bylo zacházeno jako s pokusnými zvířaty, i když válka už skončila.
Výhody: poskytovali lidem cenné lékařské informace. Novorozenci byli vyšetřeni při narození a znovu v 9 měsících, což tehdy nebylo běžné. Lékařské prohlídky zdravých kojenců byly nevídané. Také dospělí měli prospěch z častých lékařských vyšetření.

## ABCC se stává RERF
V roce 1951 plánovala Komise pro atomovou energii (AEC) zastavit financování činnosti ABCC v Japonsku. James V. Neel však podal odvolání a AEC se rozhodla poskytnout jim 20 000 dolarů ročně po dobu tří let, aby mohli pokračovat ve výzkumu. V roce 1956 Neel a William J. Schull publikovali konečný návrh své monografie The Effect of Exposure to the Atomic Bombs on Pregnancy Termination in Hiroshima and Nagasaki. Tato monografie podrobně popsala všechna shromážděná data. Navzdory jejich úsilí důvěra v ABCC klesala, a proto se ABCC přeměnila na Radiation Effects Research Foundation (RERF). S novým názvem a administrativní organizací mělo být financování výzkumu přeživších zajišťováno rovným dílem Spojenými státy a Japonskem. RERF byla založena 1. dubna 1975. Jako binárodní organizace řízená Spojenými státy a Japonskem funguje RERF dodnes.

## Kritika a diskuse o ABCC
Atomic Bomb Casualty Commission (ABCC, 1946–1975) shromažďovala informace o zdravotních účincích jaderné bomby na hibakuša, aniž by poskytovala jakoukoli lékařskou péči, pomoc nebo finanční kompenzaci za studie, které mohly trvat celý den a zatěžovaly již tak chudou populaci. Ačkoli nebyla součástí okupačních orgánů, sloužila jako nástroj pro sběr informací pro Spojené státy. Zatímco na projektu pracovali japonští i američtí lékaři, Spojené státy nakonec převzaly veškerá výzkumná data, studie, fotografie a vzorky (včetně částí těl, někdy odebraných bez souhlasu rodiny), z nichž mnoho zůstává dodnes ve Spojených státech. Informace shromážděné lékaři nesměly být během okupace v Japonsku publikovány ani sdíleny. To zahrnovalo lékařské zprávy a pitvy hibakuša. Většina zpráv o humanitárních důsledcích bomby byla potlačena jak ve Spojených státech, tak v Japonsku. V americkém tisku byla rovněž využívána propaganda k popření lékařských zjištění, zejména pokud šlo o účinky radiace. Japonští lékaři sice ošetřovali pacienty a shromažďovali jejich data, čímž vytvářeli záznamy, tyto zprávy však byly později převzaty Spojenými státy, zakázány k publikaci a dodnes jsou obtížně přístupné v Národním archivu v Marylandu. Některé lidské vzorky a klinické studie byly ve Spojených státech uchovávány až do května 1973, což působilo utrpení rodinám hibakuša.
Mnoho hibakuša svědčilo o ponížení, které zažívali, když museli zůstat nazí celé hodiny, zatímco byli fotografováni, filmováni a vyšetřováni jako pokusní subjekty pracovníky ABCC. Museli snášet ostudu spojenou s odhalením těžké plešatosti, odebíráním krevních vzorků a prováděním tkáňových extrakcí bez jakékoli podpory. Oběti hlásily obtěžování ze strany ABCC, které je často předvolávalo na vyšetření nebo dokonce odváželo děti ze škol bez souhlasu rodičů (nebo navzdory jejich protestům). Hodiny strávené při vyšetřeních představovaly pro hibakuša další zátěž a ztěžovaly jim možnost najít zaměstnání, přičemž jim nebyla poskytována žádná finanční kompenzace ani občerstvení, a to navzdory jejich krajní chudobě. ABCC také prováděla četné pitvy – až 500 ročně – při kterých byly odebírány tkáně a části těl, často bez souhlasu rodiny, a posílány do Spojených států. Tyto pitvy byly často prováděny bezprostředně po smrti, což ještě zvyšovalo utrpení rodin. Přeživší snášeli neustálé obtěžování bez jakékoli kompenzace a zemřelí, včetně dětí, byli vystaveni pitvám.

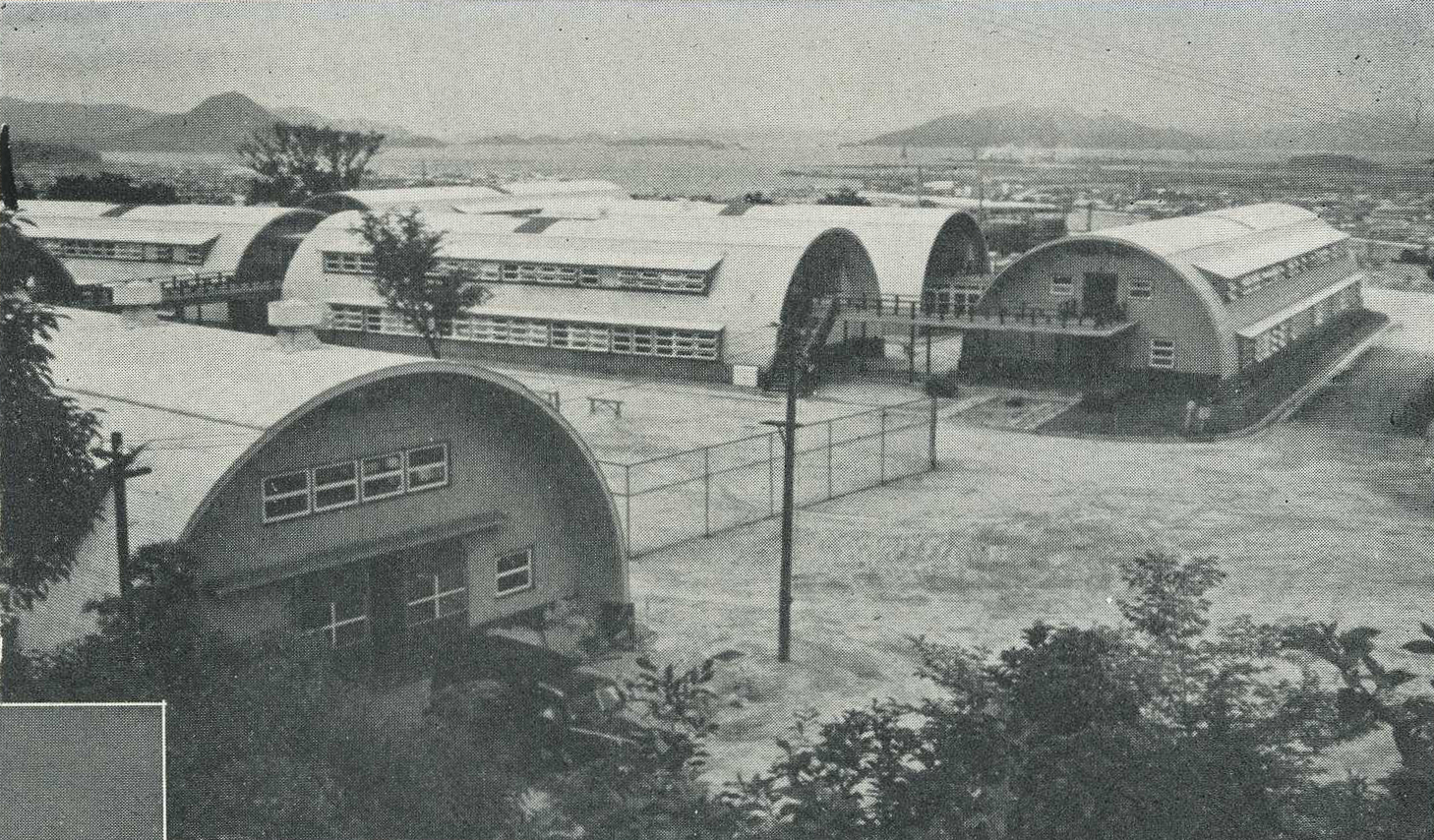
Zařízení ABCC, 1955.

Většina žen, které během bombardování přežily a byly těhotné, prodělala potraty, zatímco přeživší děti trpěly mikrocefalií, srdečními chorobami, těžkou mentální retardací a vývojovým opožděním v důsledku vysoké expozice radiaci v děloze. Ženám bylo sděleno, že příčinou byly stres a podvýživa, což je vedlo k tomu, že vinily samy sebe. Kvůli cenzuře se pravdu o skutečných příčinách těchto abnormalit dozvěděly až později.
Bez dostupných dat nebylo možné vyvodit žádné závěry, což zabránilo publikacím o hibakuša. Kvůli cenzuře zpráv se žádný Japonec nemohl dozvědět o důsledcích expozice radiaci, což vedlo k úmrtím těch, kteří zůstali radioaktivitě vystaveni. U zemřelých hibakuša odebírání orgánů bez souhlasu porušovalo přání jejich rodin. U přeživších jejich zdravotní záznamy – zásadní pro to, aby dlouhodobí přeživší mohli prokázat svůj status hibakuša a získat odpovídající lékařskou pomoc – často mizely. Když se lékařské zprávy staly přístupnými, pro mnoho hibakuša už bylo příliš pozdě.
Když nakonec japonští hibakuša získali lékařskou pomoc od japonské vlády, museli doložit dokumentaci potvrzující jejich status. Protože více než 23 000 kusů dat, včetně klinických zpráv, lidských ostatků a dalších materiálů, bylo ve Spojených státech až do května 1973 vedeno jako státní tajemství, mnozí hibakuša měli potíže svůj status doložit.
Podobně jako Studie syfilidy v Tuskegee je to někdy uváděno jako příklad lékařského zásahu prováděného především pro experimentální účely, nikoli pro péči o pacienty.

### Okres Nišijama v Nagasaki
Komise ABCC se také zaměřila na okres Nišijama  v Nagasaki. Mezi hypocentrem a Nišijamou se nacházely hory, které zabránily tomu, aby záření a teplo z exploze přímo zasáhly tuto oblast, což mělo za následek, že nedošlo k okamžitému poškození. Kvůli padajícímu popelu a dešti zde však bylo přítomno značné množství radiace. Proto byly po válce prováděny zdravotní průzkumy, aniž by byla místní populace informována o jejich skutečném účelu. Tyto studie v Nišijamě byly zpočátku prováděny americkou armádou, ale později byly předány komisi ABCC.  
Několik měsíců po atomovém bombardování vykazovali obyvatelé Nišijamy výrazné zvýšení počtu bílých krvinek. U zvířat se může po celotělovém ozáření vyvinout leukémie, a proto chtěli výzkumníci zjistit, co se stane u lidí. Osteosarkom byl rovněž diagnostikován u jedinců po perorálním požití radioaktivního materiálu. Podle zprávy vypracované komisí ABCC byli obyvatelé okresu Nišijama, kteří nebyli přímo zasaženi atomovým bombardováním, považováni za ideální populaci k pozorování účinků reziduální radiace.
Spojené státy pokračovaly ve výzkumu reziduální radiace i poté, co Japonsko znovu získalo nezávislost, ale výsledky nikdy nebyly sdíleny s obyvateli Nišijamy. V důsledku toho obyvatelé po válce pokračovali v zemědělství, ale počet pacientů s leukémií vzrostl a více lidí zemřelo.
Po atomových bombardováních chtěli japonští vědci provádět výzkum, aby pomohli uzdravit hibakušu, ale SCAP japonským badatelům neumožnil studovat škody způsobené atomovou bombou. Zvláště do roku 1946 byla regulace přísná, což přispělo k nárůstu úmrtí způsobených ozářením.

### Použití Thorotrastu a výzkum ABCC v Hirošimě
Po druhé světové válce prováděla Komise pro oběti atomové bomby (ABCC), zřízená Spojenými státy v Hirošimě, lékařský výzkum s použitím radioaktivního kontrastního činidla Thorotrast a podobného prostředku zvaného Umbra-Tor. V letech 1949 až 1951 byly tyto látky podávány mužským pacientům ve věku 19 až 71 let v nemocnici v Kure, prefektura Hirošima, a následně bylo prováděno rentgenové snímkování v zařízeních ABCC.
Thorotrast byl široce používán mezinárodně od 30. do 40. let 20. století. Vzhledem k jeho tendenci zůstávat v těle po dlouhou dobu a emitovat záření byl spojován s rizikem vnitřního ozáření a rakoviny. V Japonsku se odhaduje, že do konce války dostalo injekci Thorotrastu mezi 20 000 a 30 000 lidí.
Zpráva ABCC z roku 1964 uvedla, že z 56 jedinců, kteří dostali kontrastní látku, devět zemřelo do roku 1961, což vyvolalo podezření na dlouhodobé účinky záření, i když přímá souvislost s příčinou smrti nebyla uvedena. Mezi 23 přeživšími pacienty mělo 20 stále zbytky látky v těle a 14 vykazovalo příznaky, jako je fibróza. To znamenalo posun od dřívějších, příznivějších hodnocení Thorotrastu k opatrnějšímu postoji.
Zatímco ve Spojených státech nebyl Thorotrast schválen k použití kvůli obavám o bezpečnost, výzkum jeho účinků pokračoval v okupované Hirošimě. Předpokládá se, že výzkumná data byla později odvezena z Japonska do zahraničí.

### Kritika neterapeutického výzkumu na lidech
Spojené státy prováděly výzkum účinků záření v Japonsku. Hibakuša byli náhodně předvoláváni do zařízení, která se tvářila jako nemocnice, ale místo toho, aby dostávali lékařskou péči, byli desetitisíce přeživších využíváni jako zkušební subjekty Komisí pro oběti atomové bomby (ABCC). Když lékaři identifikovali u přeživších potenciálně život ohrožující stavy, ABCC tyto informace nezveřejnila ani neposkytla léčbu a rozhodla se sledovat průběh nemocí.
Australský historik Paul Ham kritizoval zacházení ABCC s oběťmi atomové bomby jako s laboratorními krysami.

Směrnice se nezmiňovala o léčbě: prodlužování života, zmírňování bolesti nebyly ani úmysly, ani vedlejší produkty práce. Zda pacienti – nebo přesněji exponáty – žili nebo zemřeli, bylo pro zahraniční lékaře lhostejné. Jak oběti žily nebo zemřely, zda se jejich stav zlepšil nebo zhoršil; zda onemocněly rakovinou v nějaké vzdálené době nebo ji předaly svým dětem; takové byly otázky chladného vědeckého zkoumání. Stručně řečeno, ozáření japonští civilisté měli sloužit jako americké laboratorní krysy. V tom spočíval přínos – jak by budoucí racionalisté tvrdili – svržení bomby na město: získat vědecká data o gama záření.

## Další čtení
- The Atomic Bomb Casualty Commission in retrospect, PNAS, by Frank W. Putnam.
- M. Susan Lindee (1994). Suffering Made Real: American Science and the Survivors at Hiroshima. University Of Chicago Press. ISBN 0-226-48237-5.
- Sue Rabbitt Roff (1995). Hotspots: The Legacy of Hiroshima and Nagasaki. Cassell. ISBN 0-304-33438-3.
- White Light/Black Rain: The Destruction of Hiroshima and Nagasaki (2007)
- G.W.Beebe (1979). Reflections on the work of the Atomic Bomb Casualty Commission in Japan